# المحكمة العليا اليابانية
المحكمة العليا في اليابان تقع في تشيودا هي أعلى محكمة في اليابان ولديها سلطة قضائية في نهاية المطاف لتفسير الدستور الياباني والبت في مسائل القانون الوطني (بما في ذلك اللوائح المحلية). و لديها القدرة على المراجعة القضائية. وهذا يمكن أن يعلن أعمال البرلمان الوطني والجمعيات المحلية، والإجراءات الإدارية، لأنه غير دستوري.

## روابط خارجية
- المحكمة العليا اليابانية